# Zoila mariellae
Zoila mariellae is een slakkensoort uit de familie van de Cypraeidae. De wetenschappelijke naam van de soort is voor het eerst geldig gepubliceerd in 1983 door L. Raybaudi.